# Resolució 1195 del Consell de Seguretat de les Nacions Unides
La Resolució 1195 del Consell de Seguretat de les Nacions Unides, adoptada per unanimitat el 15 de setembre de 1998 després de reafirmar la resolució 696 (1991) i totes les resolucions posteriors sobre Angola, el Consell va ampliar el mandat de la Missió d'Observadors de les Nacions Unides a Angola (MONUA) fins al 15 d'octubre de 1998.
El Consell de Seguretat va afirmar que l'actual impasse en el procés de pau es devia al fet que UNITA no complia amb les obligacions que es deriven dels acords de pau, el Protocol de Lusaka i les resolucions pertinents del Consell de Seguretat, i va exigir que complís immediatament, particularment pel que fa a la desmilitarització de les seves forces i extensió de l'autoritat estatal a tot el país. A més, va exigir que UNITA deixés les zones que havia ocupat a través de mitjans militars i es transformés en un partit polític. S'ha instat al Govern d'Angola a reconsiderar la seva decisió de suspendre els membres d'UNITA del Govern d'Unitat i Reconciliació Nacional (GURN).
Es va demanar als Estats membres que implementessin plenament les restriccions contra UNITA imposades en les resolucions 864 (1993), 1127 (1997) i 1173 (1998). Finalment la resolució va aprovar la decisió del secretari general Kofi Annan d'instruir MONUA per ajustar el seu desplegament sobre el terreny a fi de garantir la seguretat i seguretat del personal de MONUA.